# Hanshan (Ma’anshan)

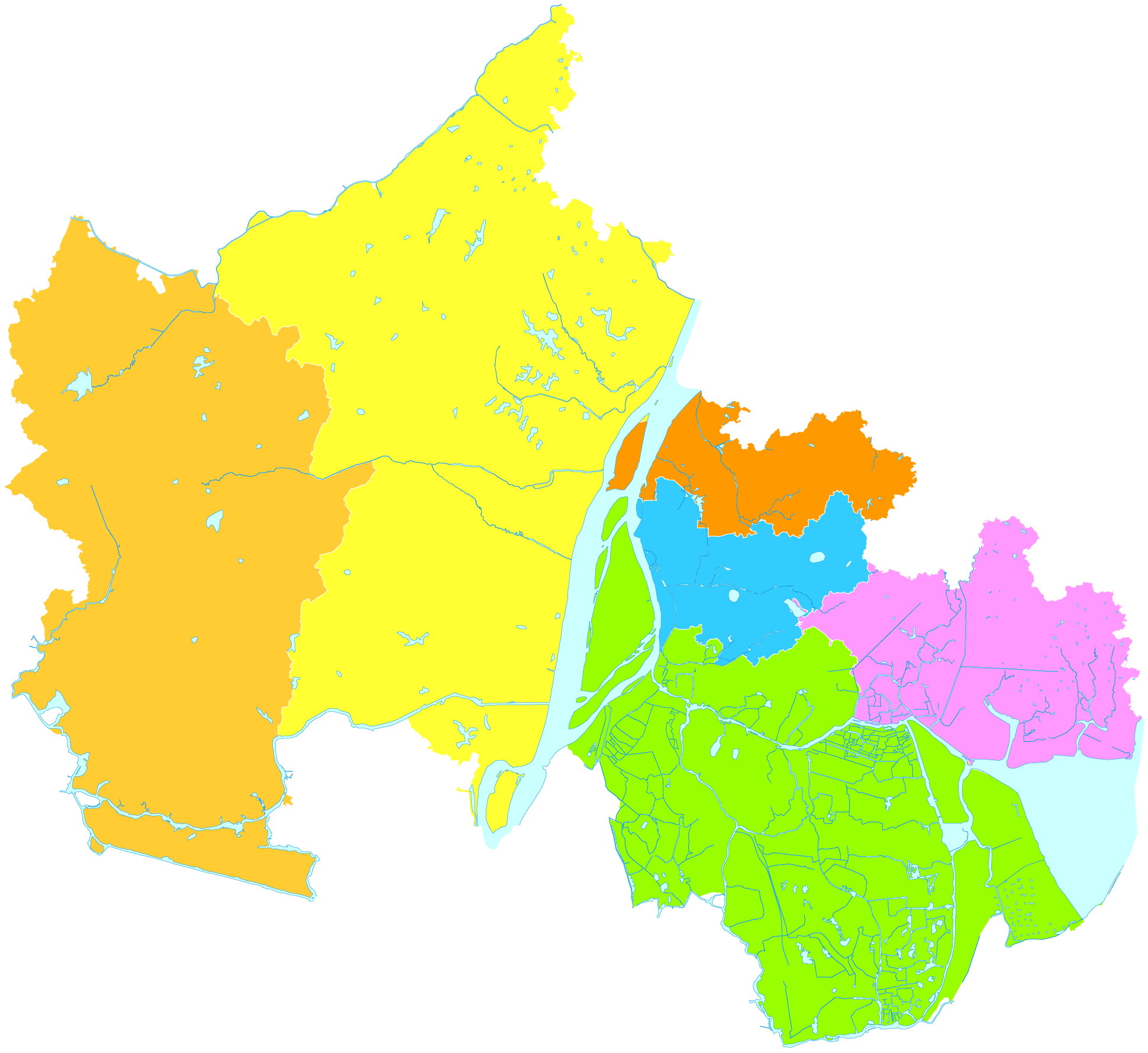
Lage des Kreises Hanshan im Gebiet der bezirksfreien Stadt Ma'anshan

Der Kreis Hanshan (chinesisch 含山县, Pinyin Hánshān Xiàn) ist ein Kreis der bezirksfreien Stadt Ma’anshan in der chinesischen Provinz Anhui. Er hat eine Fläche von 1.040 Quadratkilometern und zählt 395.000 Einwohner (Stand: Ende 2018). Sein Hauptort ist die Großgemeinde Huanfeng (环峰镇).
Die auf seinem Gebiet gelegene Lingjiatan-Stätte (凌家滩遗址, Língjiātān yízhǐ) steht auf der Liste der Denkmäler der Volksrepublik China.

## Administrative Gliederung
Auf Gemeindeebene setzt sich der Kreis aus acht Großgemeinden zusammen. Diese sind:
- Huanfeng (环峰镇,  Huánfēng Zhèn)
- Yuncao (运漕镇,  Yùncáo Zhèn)
- Tongzha (铜闸镇,  Tóngzhá Zhèn)
- Taochang (陶厂镇,  Táochǎng Zhèn)
- Lintou (林头镇,  Líntóu Zhèn)
- Qingxi (清溪镇,  Qīngxī Zhèn)
- Xianzong (仙踪镇,  Xiānzōng Zhèn)
- Zhaoguan (昭关镇,  Zhāoguān Zhèn)